# Dallos Gyula (tanár)
Dallos Gyula (Ürmény, Szabolcs megye, 1827 körül – Budapest, 1884. szeptember 2.) tanfelügyelő, egyetemi tanár.

## Élete
Pest megyei másodtanfelügyelő, volt szarvasi tanár (1853) és a budapesti egyetemen az angol nyelv és irodalom magántanára. Egyike volt a legismertebb angol nyelvtanároknak a fővárosban. 1884-ben hunyt el, 54 éves korában, házassága 19. évében, idült veselob következtében. Felesége Grünzweig Klementina volt.

## Munkái
- Angol nyelvtan. Pest, 1853. (2. kiad. Uo. 1860. 4. kiadást Gyakorlati angol nyelvtan c. sajtó alá rendezte Patterson Arthur. Bpest, 1888. Ism. Egyet. Philol. Közlöny.)
- Kulcs, vagyis angol fordítása az Ahn és Ollendorff uj tanmenetük szerint készített angol nyelvtanomban foglalt magyar gyakorlatoknak. Uo. 1853. (2. kiadás. Uo. 1860.)
- Praktischer Lehrgang zur schnellen und leichten Erlernung der ungarischen Sprache. Nach Dr. F. Ahn's Lehrmethode. Pest, 1856–58. (Két rész. I. rész. 2. kiadás. 1857. 5. és 6. k. 1860. Uo. 52. k. 1879. Bpest, 54. k. 1880. 57. k. 1881. 59. k. 1882. 62. k. 1884. Torkos L. és Sonnenfeld Zsigm. által átdolgozott 66. k. 1889. Uo.) 1865. Erster Theil
- Angol–magyar és magyar–angol szótár. I. füzet. Magyar–angol rész. Pest, 1860. (Több nem jelent meg.)
- Az anya gyermekei között, vagy az anyai kötelesség szabályai. Abbott János után angolból ford. Pest, 1867. (Molnár Antallal együtt.)
- Az anyátlan család. Angolból ford. M. A. és D. Gy. Bpest, 1874.

Életrajzokat, ford. beszélyt és számos cikkeket írt a következő lapokba: Délibáb (1855–57), Napkelet (1857. 1859), Divatcsarnok (1861), Szépirodalmi Figyelő (1861–62), Családi Kör (1862), Bud. Szemle (1862), Ország Tükre (1862), Bud. Szemle (1862), Koszoru (1863–64), Nefelejts (1864), Magyarország és a Nagyvilág (1865–66), Fővárosi Lapok (1867), Figyelő (II. 1877. Vázlatok az arab nyelv és irodalom történetéből), Petőfi Társaság Lapja (1878. Shakespeare műveinek chronologiájáról), végül a Délibáb Naptárba (1858. Az angol irodalom), Emich Nagy naptárába (1860–62) és az Alkotmányos Nagy Naptárba (1862) írt vegyes cikkeket.